# Východolabská niva
Východolabská niva je geomorfologický okrsek v ose Pardubické kotliny, ležící v okresech Náchod a Hradec Králové v Královéhradeckém kraji, v okrese Pardubice v Pardubickém kraji a v okrese Kolín ve Středočeském kraji

## Poloha a sídla

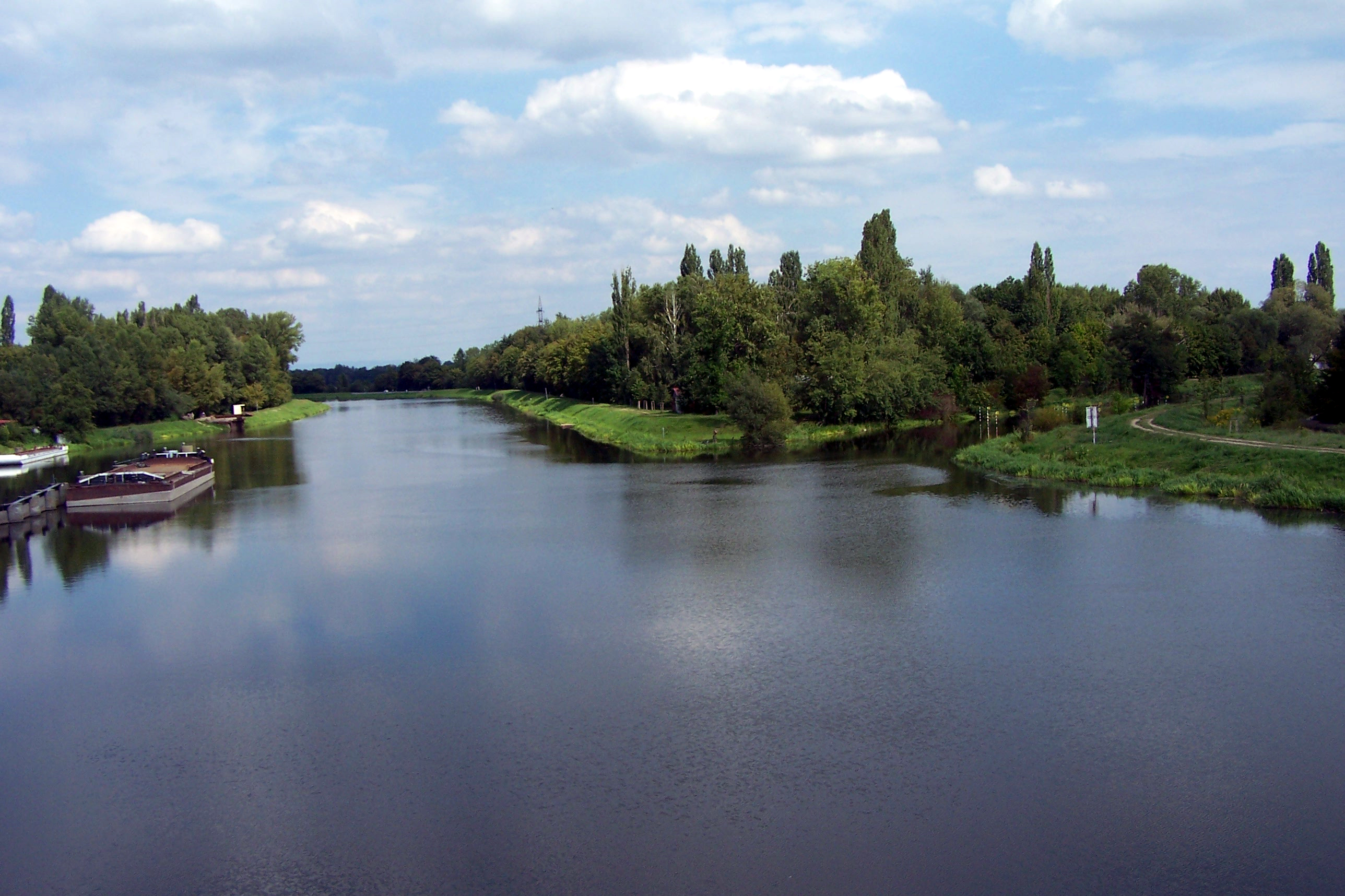
Soutok Labe a Chrudimky z pardubického zdymadla

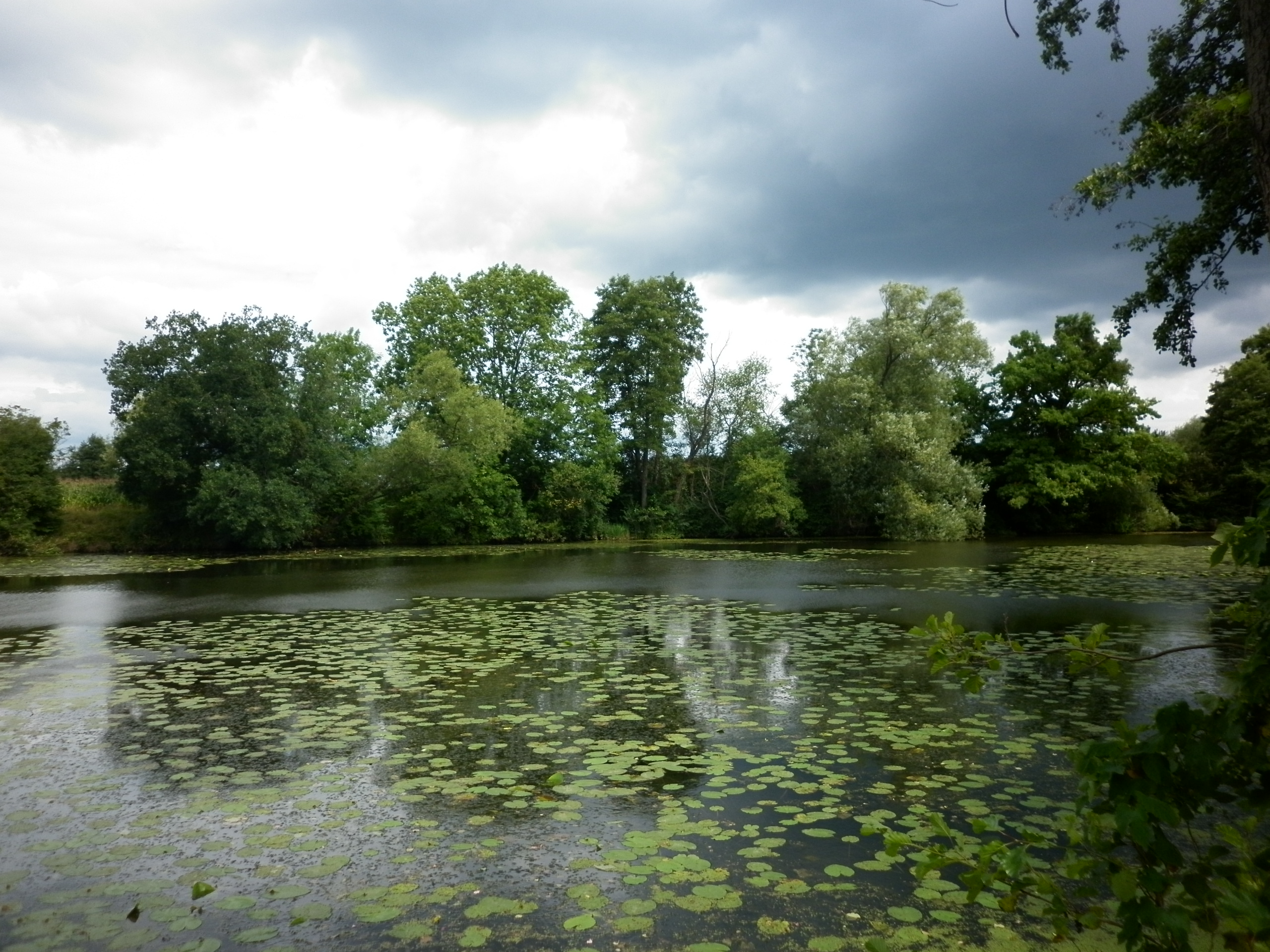
PP Mělické labiště

Pás okrsku kolem řeky Labe ve tvaru písmene L otočeného k západu se nachází zhruba mezi sídly Jaroměř (na severu) a Týnec nad Labem (na západě). Uvnitř okrsku leží částečně krajská města Pardubice (u pravotočivého ohybu Labe) a Hradec Králové, města Jaroměř, Přelouč a Smiřice a větší obce Předměřice nad Labem a Černožice.

## Geomorfologické členění
Okrsek Východolabská niva (dle značení Jaromíra Demka VIC–1C–4) náleží do celku Východolabská tabule a podcelku Pardubická kotlina.
Podrobnější členění Balatky a Kalvody okrsek Východolabská niva nezná, uvádí pouze pět jiných okrsků Pardubické kotliny (Královéhradecká kotlina, Kunětická kotlina, Přeloučská kotlina, Dašická kotlina a Holická tabule).
Niva sousedí s dalšími okrsky Východolabské tabule: Velichovecká tabule na severozápadě, Smiřická rovina a Kunětická kotlina na středozápadě, Kladrubská kotlina na západě, Holická tabule, Sezemická kotlina a Dašická kotlina na jihovýchodě, Nemošická tabule na jihu. Dále sousedí s celky Orlická tabule na severovýchodě až východě, Svitavská pahorkatina na jihu a Železné hory na jihozápadě.